# Sadyba (Katowice)
Sadyba – osiedle mieszkaniowe w zachodniej części Katowic. Wchodzi ono w skład dzielnicy Ligota-Panewniki, w rejonie Kokocińca. Osiedle położone jest w rejonie ulic: Jutrzenki, Uroczej i Szafirowej, otoczone z trzech stron Lasami Panewnickimi, nad rzeką Kłodnicą.   

## Historia

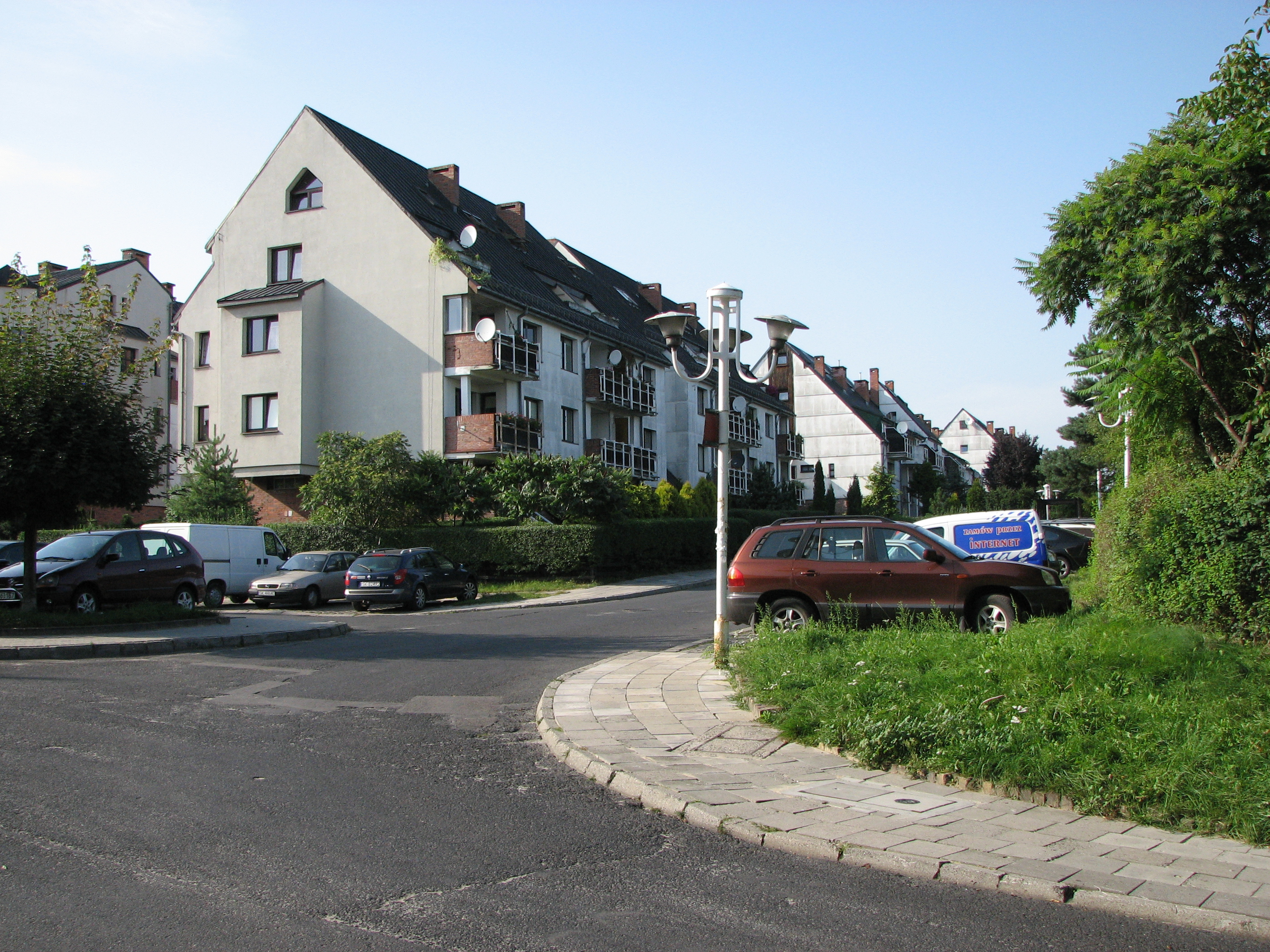
Fragment osiedla Sadyba

Projekt osiedla Sadyba powstał w latach 1984–1985 w CBSiP „Inwestprojekt” Katowice przez zespół architektów: Ryszarda Jurkowskiego, Janusza Kapitońskiego i Jana Pallado. Pierwsza zabudowa osiedla została wybudowana w 1986 roku. Powstały wówczas domy przy ulicy Szafirowej 14, ulicy Jutrzenki 3, 5 i 7 oraz ulicy Uroczej 6 i 8. Do 1990 roku oddano do użytku pozostałe budynki przy ulicy Szafirowej, zaś ostatnie domy ukończono w latach 1992–1996 (ulica Urocza 4, 7 i 7a). 
W kwietniu 2012 roku na osiedlu, przy współfinansowaniu unijnym rozpoczęło działalność Przedszkole Niepubliczne Skrable. Od września 2013 roku do połowy 2015 roku przeprowadzono na osiedlu prace związane z jego rewitalizacją. Prace te polegały na odnowienie zabudowy osiedla w połączeniu z pracami nad demontażem zawierających azbest płyt typu ACEKOL z uwagi na ich szkodliwość dla zdrowia. W ramach prac wykonano również inne roboty, w tym: przeszklenia galerii prowadzących do mieszkań, wymiana balustrad ceglanych na wykonane ze szkła bezpiecznego, wymiana pokrycia dachowego na blachodachówkę, wymiana stolarki okiennej czy odnowienie elementów małej architektury.
W ramach budżetu obywatelskiego miasta Katowice za 2014 rok, zrealizowano projekt odtworzenia zieleni na Sadybie po pracach rewitalizacyjnych na osiedlu. W ramach tych prac wykonano nowe nasadzenia drzew, odtworzono trawniki i niską zieleń. Na rzecz integracji oraz celem poprawy warunków życia mieszkańców, od 2016 roku działa Inicjatywa Mieszkańców Osiedli Kokociniec i Sadyba, pierwotnie obejmowała swoim zasięgiem sam Kokociniec, a w późniejszym czasie rozszerzyła działalność na Sadybę. 

## Charakterystyka
Osiedle Sadyba mieści się w zachodniej części Katowic, w dzielnicy Ligota-Panewniki, w rejonie ulic: Jutrzenki, Uroczej i Szafirowej, nieopodal rzeki Kłodnicy. Osiedlem Sadyba zarządza Spółdzielnia Mieszkaniowa Sadyba z siedzibą przy ulicy Szafirowej 7. Sama zaś Sadyba składa się przeważnie z bloków trzypiętrowych. Za projekt osiedla odpowiada zespół architektów pod kierunkiem Ryszarda Jurkowskiego.
Działają tu dwa niepubliczne przedszkola: Madzik Place (ul. Szafirowa 14) oraz Przedszkole Niepubliczne „Skrable” (ul. Szafirowa 5). W sąsiedztwie Sadyby, przy ulicy Jutrzenki 4, znajduje się jeszcze siedziba Leśnictwa Zadole, będącego częścią Nadleśnictwa Katowice. Najbliższy przystanek transportu miejskiego znajduje się przy ulicy Kruczej – Kokociniec Ogrodowa, który obsługują autobusy na zlecenie ZTM. Wierni rzymskokatoliccy z osiedla Sadyba przynależą do panewnickiej parafii św. Ludwika Króla i Wniebowzięcia Najświętszej Maryi Panny.